# Bonaventura

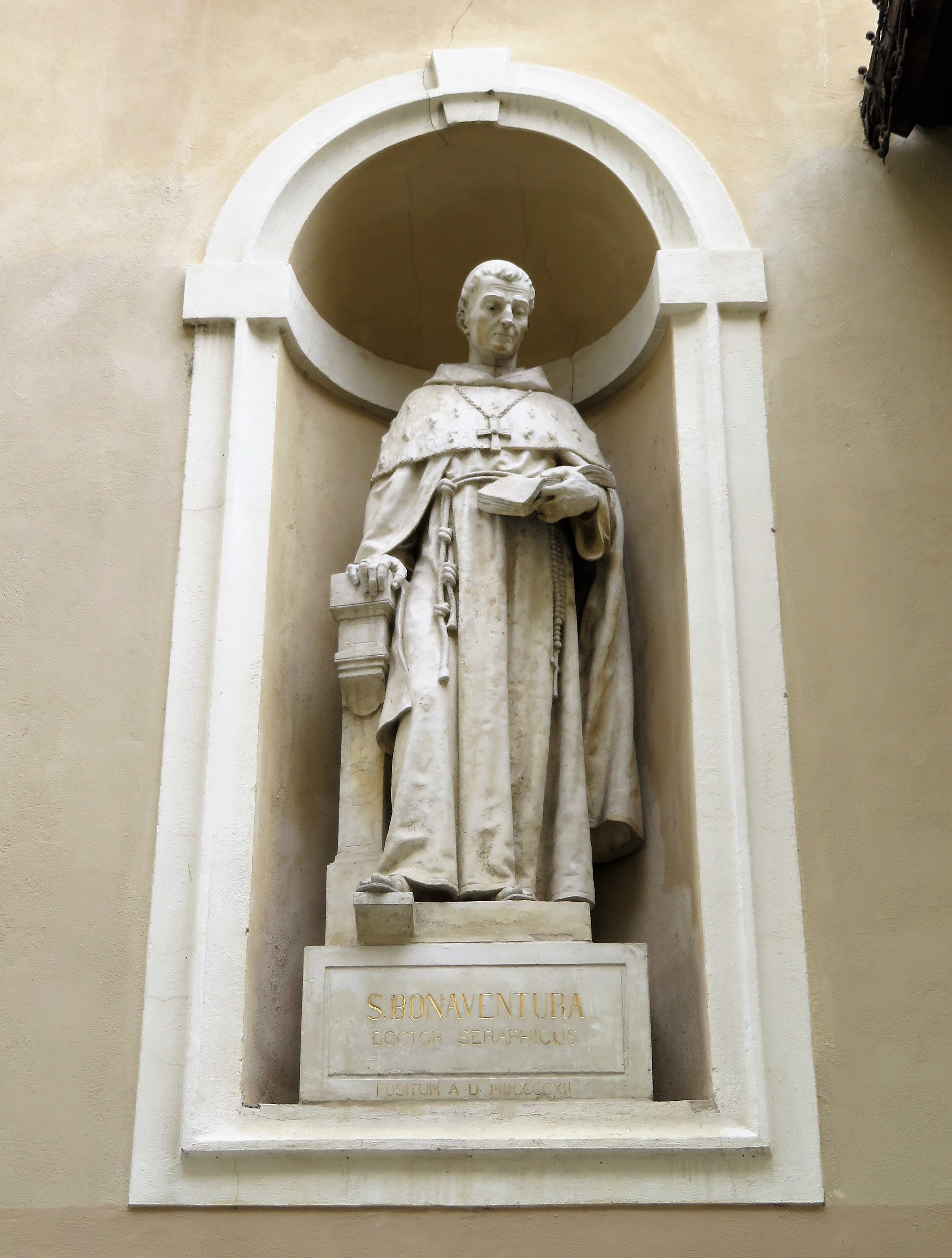
Standbeeld van Bonaventura op de Sint-Nicolaaskathedraal in Ljubljana

Bonaventura, eigenlijk Giovanni di Fidanza geheten, (Bagnorea (het huidige Bagnoregio), 1221 - Lyon, 15 juli 1274) was een Italiaanse franciscaanse theoloog en filosoof.

## Leven
Giovanni di Fidanza werd geboren in het vestingstadje Civita di Bagnoregio in het gebied tussen Orvieto en Viterbo. Van 1236 tot 1243 studeerde hij theologie aan de Universiteit van Parijs. Rond 1240 moet hij ingetreden zijn bij de franciscanen. Minstens vanaf die tijd moet hij colleges gevolgd hebben van zijn medebroeder Alexander van Hales. Hij doceerde in Parijs van 1248 tot 1255 in de rang van sententiarius, docent over de Libri Sententiarum van Petrus Lombardus. Dit was een opvallend lage rang voor iemand van zijn formaat. De franciscanen maakten hem in 1253 tot hoofd van hun studium te Parijs. De Parijse docenten die tot de bedelorden behoorden, stonden tegenover de overige docenten die hun het succes niet gunden. Pas in 1257 kon Bonaventura de doctorstitel verwerven.
In het tijdvak 1257-1273 was Bonaventura generaal van de franciscanen. Hij schreef in die hoedanigheid het officiële heiligenleven van Franciscus van Assisi, de stichter van de franciscanen. Zelf wordt Bonaventura vaak als tweede stichter van zijn orde gezien. Hij reorganiseerde de orde onder andere door studie tot een vast element te maken. Paus Gregorius X benoemde hem in 1273 tot kardinaal en bisschop van Albano. Op verzoek van deze paus werkte hij mee aan de voorbereiding van het Tweede Concilie van Lyon in 1274. Tijdens dit concilie overleed hij op ongeveer 53-jarige leeftijd. Dit betekent dat hij in hetzelfde jaar stierf als Thomas van Aquino. Samen worden zij beschouwd als de grootste theologen uit de scholastiek.

## Oeuvre

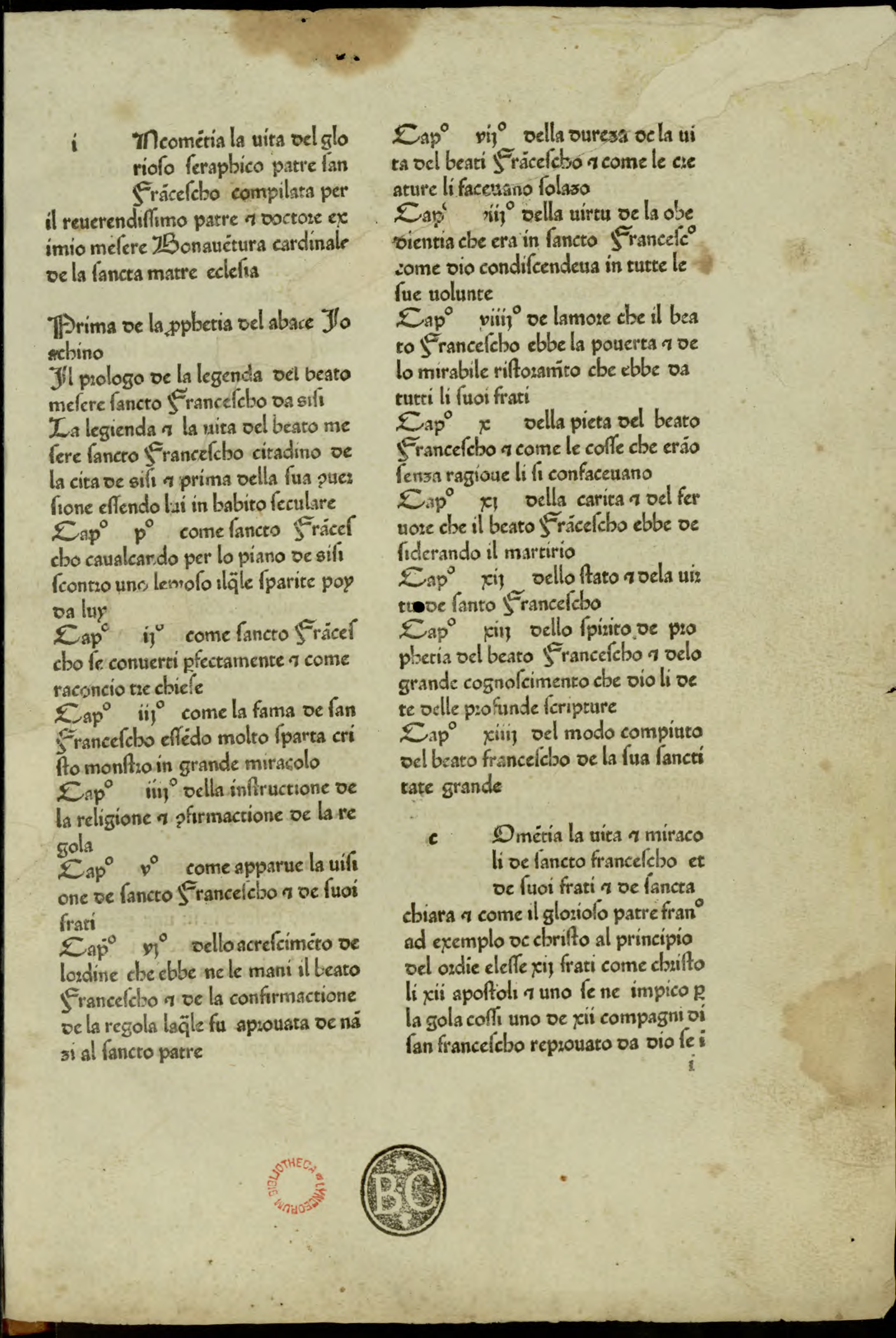
Legenda maior, 1477

In zijn theologische werken concentreerde Bonaventura zich op de gestalte van Christus en diens lijden. Zijn werken hebben een duidelijke mystieke inslag. Zijn middeleeuwse bijnaam luidde daarom doctor passionis, "doctor van het lijden". 
Al in de vroegchristelijke periode werd de metafoor van het boek van de natuur gehanteerd. Dit was een opvatting die de natuur ziet als een boek dat - naast de Bijbel – gelezen kan worden als een bron van godskennis. Vanaf  Augustinus  lag een nadruk op het belang dat op deze wijze ook ongeletterden tot die godskennis konden komen.
Bonaventura benadrukte dat het universele begrip voor het boek van de natuur verzwakt werd door de realiteit van het bestaan van menselijke zonde. De Bijbel heeft een vorm van een helende functie over het boek van de natuur. Het herkennen van  God in de natuur is geen gemakkelijke opgaaf. Hij  introduceerde, net als Hugo van Sint-Victor dat eerder had gedaan,  een derde boek, het Boek van het Kruis. Daarin werd Christus en zijn incarnatie vergeleken met een boek dat gelezen moet worden om tot een juist begrip van de andere twee boeken te komen.
Paus Sixtus V schonk hem de eretitel Doctor Seraphicus. Behalve zijn commentaar op Petrus Lombardus zijn vooral zijn Itinerarium mentis ad Deum en het Breviloquium bekend. Beide werken zijn enkele jaren geleden ook in het Nederlands vertaald. De negentiende-eeuwse editie van Bonaventura's Opera omnia omvat tien banden. De latere paus Benedictus XVI verdedigde in 1957 zijn Habilitationsschrift over Bonaventura. Ook Romano Guardini wijdde een studie aan Bonaventura.
Paus Sixtus IV, een franciscaan, verklaarde Bonaventura in 1482 heilig. In 1588 benoemde paus Sixtus V, eveneens franciscaan, hem tot kerkleraar. Zijn feestdag is 15 juli.

## Nederlandse vertalingen
- Bonaventura,  Legenda Major, Leven en legenden van St. Franciscus en zijn gezellen. (Middelnederlands)
- Bonaventura, Itinerarium. De weg die de Geest naar God voert, J.C.M. van Winden (vert.) (Assen 1996; Scripta Franciscana)
- Bonaventura, Breviloquium. De theologie in kort bestek. Bd. 1: Het scheppend beginsel, J.C.M. van Winden (vert.) (Assen 2000; Scripta Franciscana)
- Bonaventura, Breviloquium. De theologie in kort bestek. Bd. 2: Het herstellend beginsel , J.C.M. van Winden (vert.) (Assen 2004; Scripta Franciscana)
- J. van den Eijnden, Franciscus als teken aan de hemel. De preken van Bonaventura over Franciscus van Assisi (Assen 2003)
- Volmaakt leven. Over verlangen, volharding en vervulling * Jan van den Eijnden,  Ria van Dinther,  Hubert Bisschops,  Jan Klok,  Krijn Pansters

## Opgedragen gebouwen
- Bonaventuracollege te Leiden
- Sint-Bonaventurakerk in Woerden
- Sint-Bonaventurakathedraal in Banja Luka

### Werken
- Elektronische versies van enkele werken op www.franciscan-archive.org, met verdere links
- Itinerarium mentis in Deum (Latijn)
- De reductione artium ad theologiam (Latijn)

### Andere
- Stanford Encyclopedia of Philosophy, Bonaventure
- Bronnen m.b.t. Bonaventura, Franciscaans Studiecentrum, Utrecht
- Bonaventuracollege Leiden
- Bonaventura Parochie, Woerden (gearchiveerd)
- Katholieke lerarenvereniging Sint Bonaventura

Zie ook: Oosterse filosofie · Antieke filosofie · Moderne filosofie · Postmoderne filosofie · Portaal filosofie
Albertus de Grote · Alfonsus van Liguori · Ambrosius van Milaan · Anselmus van Canterbury · Antonius van Padua · Athanasius van Alexandrië · Augustinus van Hippo · Basilius de Grote · Beda Venerabilis · Bernardus van Clairvaux · Bonaventura van Bagnoregio · Catharina van Siena · Cyrillus van Alexandrië · Cyrillus van Jeruzalem · Efrem de Syriër · Franciscus van Sales · Gregorius de Grote · Gregorius van Narek · Gregorius van Nazianze · Hiëronymus van Stridon · Hilarius van Poitiers · Hildegard van Bingen · Ireneüs van Lyon · Isidorus van Sevilla · Johannes Chrysostomus · Johannes Damascenus · Johannes van het Kruis · Laurentius van Brindisi · Leo de Grote · Petrus Canisius · Petrus Chrysologus · Petrus Damiani · Robertus Bellarminus · Theresia van Ávila · Theresia van Lisieux · Thomas van Aquino
- Bibsys: 90372752
- Biblioteca Nacional de Chile: 000074515
- Biblioteca Nacional de España: XX875119
- Bibliothèque nationale de France: cb118857861 (data)
- Catàleg d'autoritats de noms i títols de Catalunya: 981058521525406706
- CiNii: DA01361536
- Gemeinsame Normdatei: 118513176
- International Standard Name Identifier: 0000 0001 1774 1110
- Library of Congress Control Number: n79043613
- Bibliotheek van het Japanse parlement: 00433788
- Nationale Bibliotheek van Tsjechië: jn19981000304
- Nationale bibliotheek van Australië: 36330595
- Nationale Bibliotheek van Israël: 987007258852105171
- Nationale Bibliotheek van Polen: a0000001182173
- Nationale en Universitaire bibliotheek Zagreb: 000052608
- Nederlandse Thesaurus van Auteursnamen: 068637845
- Réseau des bibliothèques de Suisse occidentale: 02-A000021437
- Istituto Centrale per il Catalogo Unico: CFIV029314
- LIBRIS: 180099
- SNAC: w6rn4m5d
- Système universitaire de documentation: 027281701
- Trove: 1247215
- Virtual International Authority File: 89657091
- WorldCat: E39PBJmpcRk9CcDmhxmCym3RKd